# Skandinaviska byggelement

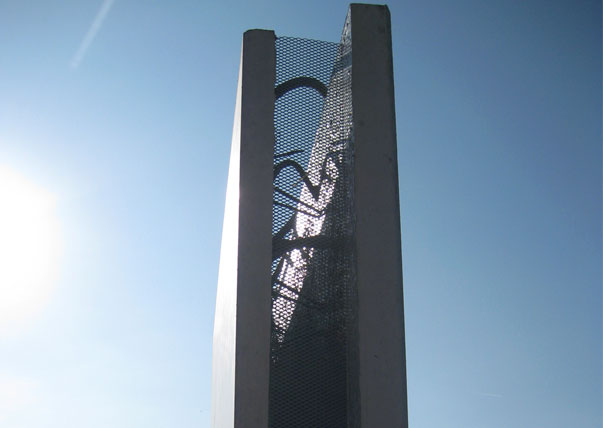
Skalvägg i närbild

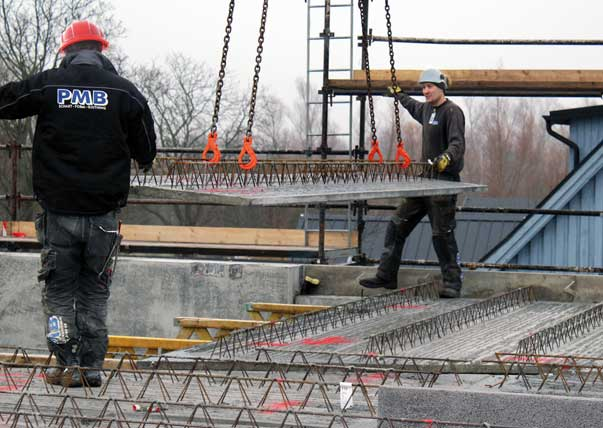
Montage av plattbärlag

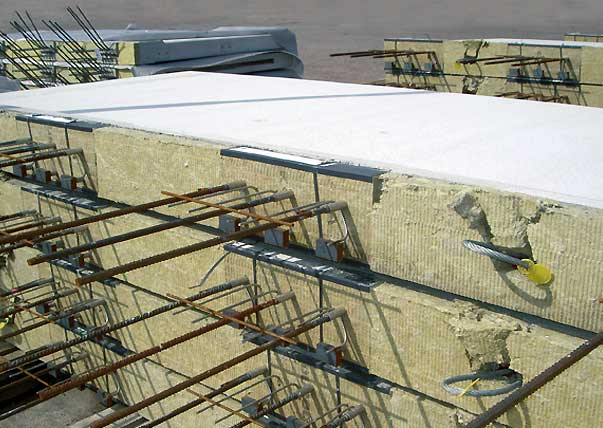
Balkongplattor på gården i Kalmar

Byggelement AB (Skandinaviska Byggelement AB) är en leverantör av kompletta stomsystem i betong och prefabricerade betongelement. De levererar semi- och helprefab till olika typer av byggnader, till exempel flerbostadshus, kontor, hotell- och industribyggnader, affärslokaler samt byggnader för vård och skola. 
Byggelement grundades i Katrineholm 2003 och är ett dotterbolag till Peab. Systerbolaget Smidmek projekterar, levererar och monterar prefabricerade stål- och betongstommar samt utför tunnplåtskonstruktioner i samband med stål- och betongentreprenader. Smidmek ingår sedan 2019 i Peabkoncernen. Systerbolaget K-System grundades 2021 och tillhandahåller Byggelement, Smidmek och andra bolag med tillverkningsritningar och handlingar för stomkonstruktioner.
Byggelement har fabriker i Bjästa, Hallstahammar, Katrineholm, Ucklum och Ängelholm samt verksamhet i Stockholm. De sysselsätter omkring 400 personer.
Byggelements VD 2023 är Carl Rülcker. 